# Personnages de Captain Tsubasa
 (juin 2021).
- Si vous ne connaissez pas le sujet, laissez ce bandeau (vous pouvez alors contacter les auteurs).
- Si vous supprimez le contenu mis en cause (vous pouvez préalablement contacter les auteurs),

argumentez précisément cette suppression dans la page de discussion
(un manque de référence n'est pas un argument ; une recherche réelle de référence doit avoir été effectuée, être formellement documentée).
 (mai 2019).
Si vous disposez d'ouvrages ou d'articles de référence ou si vous connaissez des sites web de qualité traitant du thème abordé ici, merci de compléter l'article en donnant les références utiles à sa vérifiabilité et en les liant à la section « Notes et références ».
Cet article répertorie les personnages du manga Captain Tsubasa créé par Yōichi Takahashi et adapté en anime sous le nom Olive et Tom.

## Personnages principaux

### Tsubasa Ozora
Tsubasa Ozora est le personnage principal de la série à laquelle il a donné son nom. Rebaptisé Olivier Atton dans la version française de l'anime, il est inspiré du joueur Kazuyoshi Miura.

### Genzō Wakabayashi
Genzō Wakabayashi s'appelle Thomas Price dans la version française de l'anime. Il est le meilleur gardien du monde dans le manga.

### Tarō Misaki
Tarō Misaki (Ben Becker dans la version française) est l'un des meilleurs joueurs de la série. En attaque, il forme le « Duo magique » avec Tsubasa Ohzora.

### Roberto Hongô
Roberto Hongô (Roberto Sedinho dans la version française) est un ancien joueur de l'équipe nationale du Brésil devenu l'entraîneur de la Nankatsu SC, l'équipe de Tsubasa Ohzora. 

### Kojirō Hyūga
Kojirō Hyūga (Mark Landers dans la version française) est l'un des principaux rivaux de Tsubasa Ohzora.

### Ryō Ishizaki
Ryō Ishizaki (Bruce Harper dans la version française) est le premier ami de Tsubasa Ozora lors de son arrivée à Nankatsu.

### Sanae Nakasawa
Sanae Nakasawa née le 06 Juillet (Patty Gadsby dans la version française) est une supportrice de l'équipe Nankatsu qui devient la femme de Tsubasa Ohzora à la fin du manga.

### Jun Misugi
Jun Misugi (Julian Ross dans la version française) est un très bon joueur mais il est atteint de problèmes cardiaques.

### Hikaru Matsuyama
Hikaru Matsuyama (Phillip Callahan dans la version française) est surnommé « l'aigle de Hokkaido ».

### Ken Wakashimazu
Ken Wakashimazu (Ed Warner dans la version française) a bénéficié d'un entraînement de karatéka. Il est l'un des meilleurs gardiens de buts évoluant au Japon.

### Hiroshi Jitō
Hiroshi Jitô (Clifford Yuma dans la version française) est un joueur impressionnant physiquement. Ayant pratiqué la lutte, ce joueur n’hésite pas à utiliser son physique. Il nous le montrera face à Tsubasa qui sera gravement blessé après le quart de finale contre la Hirado. Il joue dans l'équipe de la Hirado, que l'on découvre dans le championnat des collèges. Cette équipe tient un excellent duo composé de Sano et de lui-même. Il possède un tir redoutable quand son coéquipier lui fait la passe parfaite. 
Jitô est le défenseur titulaire de l'équipe du Japon, il fait partie de la Gold Generation comme Tsubasa, Misaki,Huyga... Dans captain tsubasa Golden -23, le Japon se prépare pour les Jeux Olympiques, ils font plusieurs matchs de préparation comme contre le Danemark, dès l'entame du match Jito se fait malmener par les deux stars de l'équipe danoise (Haas et Chirstiansen) qui n'hésitent pas à donner un coup de coude au visage et un coup de genou au ventre à Jitô. Il affirme qu'il en a vu bien d'autres, et qu'au contraire, il apprécie les parties de ce genre, cela lui rappelle le temps où il se bagarrait dans les rues. Après une demi-heure de jeu Jitô se fait remplacer car il est fortement blessé depuis son choc avec Haas et Chistiansen. 
Lors de la préparation du match retour Japon-Australie, Jitô fait son grand retour cependant il affirme ne pas vouloir jouer contre l'Australie, laissant à Gakuto la tâche de se venger des Australiens (un joueur avait provoqué verbalement Gakuto pour provoquer son expulsion).

## Personnages secondaires

### Ryôma Hino
Ryôma Hino est originaire du Japon mais se considère Uruguayen puisqu'il y a grandi. Il n'a pas été sélectionné dans l'équipe d'Uruguay de Rubens, l'ancien entraîneur uruguayen, mais s'est fait remarquer par Minato Gâmo, le futur sélectionneur de l'équipe japonaise. Il intègre le Real Japan 7, une équipe de l'ombre qui sert à entraîner l’équipe officielle. Arrivée au bout de son potentiel, la Real Japan 7 est dissoute.
C'est le moment choisi par Hino pour dévoiler sa sélection en Uruguay, il compte également devenir le meilleur buteur de la compétition. C'est ainsi qu'il donne rendez-vous à Hyûga pour leur match au sommet du monde. 
Lors de cette compétition Hino détruit l'Italie de Hernandez et de Gentile respectivement meilleur gardien européen, avec Muller, et meilleur Libéro au monde. Puis lors du match face au Japon Hino laissera parler tout son talent et ses progrès (ce qui donne le titre au manga 14). Il sortira son pouvoir spécial qui a décimé les rangs italiens : le Tornado Shoot. 
Hino et Hyûga offriront un festival de puissance de tirs prenant tour à tour le dessus sur l'un. Pourtant malgré le talent du n°9 uruguayen, l'Uruguay s'inclinera face à un Japon emmené par un Hyûga sur motivé. Résultat? 6-5 pour le Japon dont un triplé pour Hyûga et doublé pour Hino. Une comparaison en faveur de Hyûga pour la puissance de son tir : 255 km/h pour une force d'impact de 490 avec vent de face. 250 km/h et 450 de force d'impact pour celui de Hino. 
Malgré une bonne deuxième place l'Uruguay tombera et perdra en quarts de finale face au Brésil, qui les avait vaincu 10-0 en match amical, 6-0. Car Victorino s'est fait maitriser par Alberto le capitaine brésilien et Salinas le gardien de but a facilement arrêté le Tornado Shoot de Hino. De plus Carlos Santana a marqué un hat trick durant le match.
Il jouera ensuite à River Plate.

### Hajime Taki
Hajime Taki (Ted Carter dans la version française) joue dans l'équipe de Shûtetsu FC avant de rencontrer Tsubasa Ohzora. Il fait partie du trio formé d'Izawa, de Kisugi et de lui-même. Il joue depuis son enfance avec Kisugi et constitue donc la Silver Combi. Au terme de différents tests il sera sélectionné pour former avec Tsubasa Ohzora et Genzo Wakabayashi entre autres, l'équipe Nakatsu SC qui représente la ville de Nankatsu. Dans cette équipe, il occupe son poste d'ailier gauche à merveille en remontant souvent le terrain le long de la ligne de touche, ou par un jeu de passes rapides avec Kisugi et parfois Izawa.
Il est régulièrement sélectionné en équipe du Japon, souvent comme remplaçant mais il joue plus souvent que son ami Kisugi car son positionnement original et son invincibilité en long de ligne permettent une remontée de balle efficace qui peut prendre à défaut les milieux de terrain adverses. Il joue en club professionnel avec Nobuyuki Yumikura et Michel Yamada au Tokyo Verdy 1969.

### Igawa Gakuto
Igawa Gakuto est un joueur rapide, très fort, très bon en défense et très bon en attaque. C'est un joueur très complet et très doué, qui peut évoluer à tous les postes même gardien de but. Il surpasse la Futsal Combi et Yumikura en technique, Hino Ryoma en puissance et Yuji Soga en jeu de tête.
Il évoluait dans le championnat argentin dans un club de deuxième division, le FC Boranos, qu'il quitta à cause d'une mauvaise entente avec les joueurs.
Il a quitté le Japon, avec sa petite amie, pour partir évoluer dans ce championnat.
Il sera défenseur central dans le match-test Japon-Paraguay. Nerveux au début du match il se rattrapera en remontant le terrain et en marquant le premier but d'un tir puissant. Il sera expulsé lors du match contre l'Australie après avoir frappé un Australien qui avait insulté sa femme.

### Igawa Hayato
Igawa Hayato est le frère du joueur Igawa Gakuto qui évolue dans le championnat argentin de football. Il est le capitaine du club japonais des Urawa Reds.
Il évolue au poste de libéro et est un des meilleurs Libero mondiale. Il fut également le capitaine de l'équipe nationale du Japon.

### Hanji Urabe
Hanji Urabe (Jack Morris dans la version française) joue dans l'équipe du Nishigaoka FC à l'école primaire, et de ce fait, est le rival de Ryô Ishizaki. Son équipe dispute un match amical contre le Nankatsu SC, organisé par Roberto Hongô, que leur adversaire remporte, sur le score de 5-2. Durant le 26e tournoi des écoles entre le Nankatsu SC et le Shutetsu FC, Takeshi Kishida et lui se disputent la place de Ryô, blessé, mais celui-ci sera finalement remplacé par Tarô Misaki, nouvelle recrue de l'équipe. Il est ensuite sélectionné dans l'équipe finale du Nankatsu SC pour représenter Shizuoka. L'équipe remporte le championnat régional, mais perd son premier match au championnat national contre le Meiwa FC (6-7). Le Nankatsu SC enchaîne ensuite les victoires, puis prend sa revanche sur le Meiwa FC en finale (4-2, après prolongations). Durant le match, Tsubasa et Tarô se blessent, et il s'attribue le beau rôle, faisant de vilains gestes sur ses adversaires dans le dos de l'arbitre, mais il sera calmé par son capitaine. 
Deux ans plus tard, il rejoint finalement l'Otomo FC, suivi par Koji Nishio, Takeshi Kishida et Masao Nakayama, où ils forment le Quartet d'Otomo. Malgré la présence de Shun Nitta en attaque, son équipe perd la finale du tournoi régional face au Nankatsu SC (1-3). Ayant perdu un pari avec Ryô Ishizaki, ses amis et lui deviennent les supporters du Nankatsu SC et les encouragent jusqu'à la finale du championnat national. Sélectionné dans l'équipe du Japon, il remplace Ryô pendant la finale de la Coupe du monde contre le Brésil. Dans Captain Tsubasa: Road to 2002, il rejoint son rival dans le club de la Jubilo Iwata.

### Kazami Shinnosuke
Ancien joueur de futsal, Kazami Shinnosuke intègre l'équipe olympique du Japon dans Golden-23.
Dans les matchs d'entrainement, Kazami et son ami Furukawa montrent leur incroyable technique en ridiculisant plusieurs joueurs dont Wakashimazu. Le passage du Futsal au football a l'air de le gêner dans son jeu ; malgré tout, il n'en reste pas moins un excellent joueur qui donne du fil à retordre aux autres joueurs.

### Kazuki Sorimachi
Kazuki Sorimachi (Eddie Bright dans la version française) fait son apparition lors du tournoi des collèges. Il fait partie de la Tohô où il forme un bon trio avec Takeshi Sawada et Kojiro Hyuga. Il remporte trois titres de champions des lycéens avec la Tohô après le départ de Tsubasa pour le Brésil.
Il est régulièrement sélectionné en équipe du Japon avec laquelle il fait quelques apparitions. Après Nitta et Hyuga, il est le troisième attaquant du Japon. Il quitte ensuite la Tohô pour rejoindre le club professionnel de Vissel Kobe et sera défait par le Kashima Antlers de Pépé et Léo Luciano. Il fait une intervention remarquée dans Golden-23 en subtilisant le ballon aux Tachibana via une Defense Aérienne (Kuchuu Defense),en voyant ce geste Kira pense que Sorimachi peut devenir un Defensive Forward (attaquant à vocation défensive).

### Kazuo Tachibana
Kazuo Tachibana (Jason Derrick dans la version française) est le frère jumeau de Masao Tachibana. Tous deux débutent dans le club de la Hanawa. Les deux frères ont de nombreuses techniques (telles que le Twin Shoot, le Skylab et le Sky Twin) qui ont bien failli faire perdre la Nankatsu de Tsubasa lors du tournoi des collèges.
À noter leur très beau but marqué lors du tournoi juniors de Paris contre l'Argentine, grâce à leur technique du Twin Shoot. Ils tenteront de renouveler cet exploit lors du match suivant, contre la France, sous la pluie, mais échoueront et se blesseront sérieusement.
Dans World Youth à la suite des reproches de l'entraîneur Gamo, les frères Tachibana amélioreront leurs techniques individuelles, notamment grâce à leurs nouvelles techniques : le Yamazaru Keep (Technique du singe des montagnes) et le Musasabi Jump (Saut de l'écureuil volant).
Dans Golden-23 ils amélioreront leurs techniques de marquage à la suite d'un entrainement spécifique contre des joueurs évoluant en Combi,et seront terriblement efficaces contre le Danemark. Dans le match retour contre l'Australie ils seront attaquants, obligés de battre l'Australie par trois buts d'avances ils comptent dévoiler une technique qui leur permettra de marquer à coup sur : le Final Skylab Hurricane, le problème est que cette technique utilise à 100 % les capacités de leurs jambes, ce qui mettra fin à leur carrière, Misaki dont la gentillesse et la sensibilité sont bien connues hésite à leur faire le centre qui permettra cette technique. Après avoir finalement marqué un but sur cette technique les jumeaux laissent à Wakashimazu et Nitta le soin de battre l'Australie.

### Kotaro Furukawa
Ancien joueur de futsal, Kotaro Furukawa intègre le Golden-23 de l'équipe olympique du Japon, avec son partenaire Kazami avec qui il forme la Futsal Combi, il semble avoir du mal à maîtriser les règles du football (tacles interdits au futsal et non au football, les changements d'aile etc.).

### Luciano Leo
Luciano Leo est l'ami d'enfance de Carlos Santana. Il apparaît pour la première fois dans le tome 2 de la World Youth où il entre en cours de match. Il joue au poste de milieu offensif et est capable de jouer en combinaison avec Santana. Il en fera la démonstration en finale de coupe du monde (tome 17 et 18 de la World Youth) contre le Japon en jouant en passes lobées de l'avant vers l'arrière avec Santana. Il jouera en J-League au Kashima Antlers avec Pepe.

### Makoto Sōda
Défenseur latéral au sein du club Azumaichi, Makoto Sōda (Ralph Peterson dans la version française) est un joueur rugueux qui excelle dans le marquage individuel (« Man Mark »). Son poste de défenseur ne l'empêche pas de marquer des buts. Impulsif et parfois nerveux, son jeu frôle parfois les limites.
Sélectionné dans l'équipe nationale cadet du Japon, il gagne le tournoi international cadet en France et fait partie de la Gold Generation à l'instar de Tsubasa Ohzora, Tarô Misaki, Kojirô Hyûga, etc.
Membre de l'équipe nationale senior du Japon, il en devient l'un des éléments essentiels.
Dans Captain Tsubasa: Road to 2002, il joue dans le club Gamba Osaka et stoppe les attaques d'Izawa très efficacement, permettant à son équipe de n'encaisser aucun but.

### Mamoru Izawa
Mamoru Izawa (Paul Diamond dans la version française) est un personnage que l'on découvre dans le match Nankatsu vs. Shutetsu (premier match de la série), il forme le Shutetsu Trio avec Kisugi et Taki (eux-mêmes formant la Silver Combi). C'est un spécialiste du jeu de tête. Il était le coéquipier de Tsubasa, sélectionne pour jouer à la Nankatsu FC. Il était un des meilleurs milieux de terrain lors du tournoi des collèges. On le voit ensuite retenu dans les différentes sélections nippones comme milieu de terrain remplaçant. Durant le tournoi international à Paris, il remplace Masao et Kazuo Tachibana avec Sano. Il se blesse ensuite lors d'un contact avec Napoléon contre la France. Il est aussi le premier à réagir contre Taiwan.
Même si Mamoru Izawa est un personnage peu important dans la série, il sera quand même sélectionné comme titulaire de l'équipe nippone contre l'équipe des All-Stars et aura eu comme surnom "Field Soldier" qui veut dire en français, le Soldat des Terrains. 
Dans la Golden-23 au chapitre 25, il remplace Jito après le match contre le Danemark et s'avère être un excellent défenseur. Il passe pro au Yokohama.F.Marinos de la J-League dans Road to 2002 et perdra un à zéro contre le Gamba Osaka de Sôda et de Sugimoto.

### Masao Tachibana
Masao Tachibana (James Derrick dans la version française) est le frère cadet de Kazuo Tachibana, tous les deux sont frères jumeaux. Masao et Kazuo évoluent tous les deux dans le même club de football et affolent les défenses adverses avec leurs attaques combinées. Il a débuté dans le même club que son frère la Hanawa et évolue dans le même club professionnel que son frère Jef United. Masao, avec l'aide de son frère, a donné du fil à retordre lors du tournoi des collèges à la Nankatsu de Tsubasa avec le panel d'attaques que possèdent les deux frères. Ils ont tous les deux étonné au Tournoi de Paris en inscrivant un superbe Twin Shoot contre l'Argentine, mais qui les a blessés et rendu indisponibles tout le reste du match.
Leurs tirs : Le Twin shoot, Le Skylab, Le Skytwin (les frères propulsés par Jitô) et le Skylab Typhoon (apparu dans Captain Tsubasa 5 sur Snes, un des jumeaux fait un Overhead Kick repris en Volley Shoot par son frère).
Leurs techniques: Yamazaru Keep, Murasabi Jump, Gemini Attack (nom donné à leur jeu en combinaison dans les jeux vidéo).

### Mitsuru Sano
Mitsuru Sano (Sandy Winter dans la version française) est l’avant-centre de l'équipe de la Hirado. Il forme avec Jito, son ami de toujours, un tandem redoutable. C’est un joueur rapide, bon dribbleur, qui est capable de se faire oublier des défenseurs pour surgir et marquer des buts. Il montre une farouche résistance lors du match contre la Nankatsu arrêtant même le Drive Shoot de Tsubasa avec le ventre. Lors du championnat des lycées, il joue avec Jito à Kunimi, puis intègre, toujours avec Jito, le club pro de Avispa Fukuoka et bat sans problème le JEF United des frères Tachibana.
Il sera lui aussi sélectionné dans l’équipe nationale du Japon. Dans Golden-23, il visionne des vidéos de futsal ce qui lui a permis d'assimiler le Tsumasaki Shoot(pointu)et les techniques de la Futsal Combi. Contre l'Australie il entrera vers la fin du match comme "arme secrete" et montrera des nouvelles techniques du Futsal (cette fois apprises auprès de la Futsal Combi en personne).

### Munemasa Katagiri
Munemasa Katagiri (Kirk Pearson dans la version française) est un ancien footballeur japonais, qui travaille comme président de la fédération japonaise de football. Il supervise les joueurs du championnat national, afin de constituer une équipe nationale pour les futures compétitions internationales. C'est lui qui va permettre à Tsubasa Ohzora de rejoindre le Brésil après le championnat des collèges, à Hikaru Matsuyama de retrouver Yoshiko Fujisawa à l'aéroport, avant qu'elle ne parte aux États-Unis, à Taro Misaki d'être sélectionné avec l'équipe nationale du Japon pour la Coupe du monde junior à Paris, ainsi qu'à Shingo Aoi de rejoindre la sélection japonaise pour le match amical contre les Pays-Bas. 

### Elcide Pierre
Elcide Pierre est milieu de terrain et capitaine de l'équipe de France. Il est de loin le meilleur joueur français et l'un des meilleurs joueurs au monde.
 Surnommé "Field no Artist", Pierre est polyvalent et possède une remarquable technique. C'est l'homme à tout faire de l'équipe de France autant en défense qu'en attaque. Ce joueur incarne tout à fait les valeurs du bon capitaine, le collectif avant tout car je cite : "nous jouons pour notre pays avant de jouer pour nous-mêmes".
 Comme tous les grands joueurs de Captain Tsubasa, Pierre a une spécialité: le Slider Shoot, un tir imparable. Avec l'attaquant Napoléon, ils forment un duo de choc appelé Attaque Tour Eiffel, comparable à la Golden Combine Tsubasa-Misaki.

La France n'a pas le niveau suffisant pour inquiéter les meilleures formations du monde telles que le Japon, le Brésil, l'Allemagne et les Pays- Bas. En effet, malgré sa demi-finale perdue 4-4 (4-5 aux tirs au but) contre le Japon au tournoi cadet organisée pourtant à domicile, lui et son équipe perdent en quart de finale contre les Pays-Bas 3-1 au championnat du monde junior.

### Rivaul
Rivaul est le meilleur joueur et le meneur de jeu du FC Barcelone. Il porte habituellement le numéro 10. On le surnomme l'aigle Catalan.
Tsubasa Ozora le défie et perd contre lui dès son arrivée à Barcelone. À la suite de leur affrontement, Rivaul lui propose de l'aider à s'améliorer tout en le considérant non comme une doublure mais comme un rival.
Il se blesse face au FC Valence de Carlos Santana et lance involontairement la carrière de Tsubasa à Barcelone.
Il fait partie de l'équipe nationale du Brésil et forme un trio d'attaque redoutable avec Carlos Santana et Natureza.

### Salvatore Gentile
Libéro de la Juventus, Salvatore Gentile met en difficulté Shingo Aoi. C'est un défenseur viril qui traitera Aoi de petit singe gesticulant après le match.
Il n'a pas participé au championnat international des moins de 15 ans, mais joue à la coupe du monde Junior où il se fait blesser dès son premier match par le Tornado Shoot de Hino.
Il participera tout de même au match contre le Japon, mais l'Italie perdra 4-0.

### Carlos Santana
On découvre Carlos Santana dans la série faisant suite à Captain Tsubasa : World Youth. Pour lui, gagner est la motivation principale mais il ne ressent aucune joie quand la victoire est au bout du pied, ce qui lui vaut le surnom de Soccer Cyborg. On l'appelle également le fils du Dieu du Football. C'est l'un des meilleurs joueurs de la planète et il est capitaine de l'équipe Flamengo. Il affrontera Tsubasa Ohzora dans la finale de la Coupe du Brésil et s'inclinera face à lui (4-3). Après cette défaite, il retrouvera une âme humaine et jouera de la même façon que Tsubasa. Il avait été adopté par un entraineur brésilien, Bara. Il jouait à cette époque-là, pour le Bara FC. Il fut aussi couronné comme étant le meilleur buteur de la dernière coupe du monde junior. Mais à cette époque-là, il révéla sa véritable identité, c’est-à-dire celle de Carlos Santana et non pas Carlos Bara. Ses grands-parents adoptifs décédés, son père mort et sa mère inconnue, Santana a un peu vécu comme un orphelin pendant toute sa vie. Après avoir écrasé toutes les équipes qu'il avait à battre pour arriver en finale (Uruguay-Brésil : 0-6 ; Allemagne-Brésil: 0-5), le Brésil de Santana arriva en finale mais s'inclina face aux japonais (3-2). Une victoire pour Santana car à la fin du match, le frère de Natureza (le roi du foot) réussit à retrouver sa mère. De plus, il fut sacré meilleur buteur de la coupe du monde junior ayant marqué un but à chaque match. Il joue ensuite au Valence CF.
Lors de son premier match contre FC Barcelone dans la série Road To 2002, il fera 2-2 (en partie à cause de la supériorité technique du brésilien Rivaul).
Dans Golden-23, il réaffronte Barcelone qui n'a pas Rivaul (blessé) mais Tsubasa, après 2 buts de Tsubasa (un sur un Overhead Kick et un autre sur un Eagleshot) Santana dévoile son nouveau tir : le Rising Arrow Shoot qui réduit le score de 2-1. Il égalise ensuite grâce à son Rolling Overhead Kick mais Tsubasa marquera un 3e but le privant de la victoire. Comme son compatriote Natureza, Santana s'est fait battre par le prodige espagnol Michæl et son club le CD Numancia et après avoir rejoint l'équipe olympique du Brésil pour les JO de Madrid dans Rising Sun avec Natureza et Rivaul, il s'est juré (avec Natureza) de prendre sa revanche sur Michæl et de rejouer contre Tsubasa.

### Karl-Heinz Schneider
Surnommé « le Kaiser », Karl-Heinz Schneider fait sa première apparition dans un duel l'opposant à Genzô Wakabayashi. Il marque à Wakabayashi un but tiré hors de la surface de réparation, ce qui est un exploit d'envergure internationale car personne sauf Tsubasa n'ont pu le faire.
Faisant partie de l'équipe allemande, le Kaiser écrase de sa classe et de sa technique les équipes lors du tournoi international cadet sur des scores variant de 4-0 à 6-0 pour certains. Il fera face au Japon en finale où il s'inclinera devant une équipe nippone emmenée par Tsubasa, Misaki, Hyûga et Wakabayashi. Trois ans plus tard, il tente de prendre le titre de champion du monde juniors mais doit faire face en poule à la puissance monstrueuse de l'équipe de Suède qui s'impose 5-3 et s'inclinera devant la supériorité du Brésil en demi-finale.
Dans Captain Tsubasa: Road to 2002, il doit faire face à son plus grand rival, SGGK, dans la Bundesliga. Pour le battre, il pourra compter sur l'aide d'une équipe de Munich surpuissante et sur le trio composé de Levin, Sho, et lui-même.
Karl-Heinz Schneider est peut-être une retranscription de l'ancien joueur allemand Karl-Heinz Rummenigge qui tout comme le « Kaiser » Schneider, a joué au Bayern de Munich et au Hambourg SV , et possède le même goût du refus de la défaite que lui. Le « Kaiser » était aussi le surnom de Franz Beckenbauer, autre grand nom du football allemand et du Bayern Munich.

### Shingo Aoi
Shingo Aoi (Nicolas Alliot dans la version française) est un jeune joueur de l'équipe du Japon.
Alors qu'il s'apprêtait à renoncer au football, Tsubasa fit revivre en lui la soif de victoire. Il promit ensuite à Tsubasa de rejoindre l'équipe du Japon, et de lui faire gagner la Coupe du monde. 
Parti en Italie, Shingo traversa diverses épreuves aussi dures les unes que les autres. Néanmoins, il sera repéré par Gamô l'intendant du club de l'Inter, et sera sélectionné ensuite en équipe junior nippone. 
Il sauvera l'équipe dès son entrée en jeu face à la Thaïlande. 
Personnage comique de la série World Youth, Shingo s'est aussi révélé très efficace devant le but. Il fait régulièrement des jeux de mots avec son propre nom (signifiant "signal bleu", soit l'équivalent japonais du feu vert) pour souligner le fait qu'il est inarrêtable. 
Doté d'une technique hors du commun et d'une terrible vitesse d'exécution, il constitue un bon élément de la sélection. Il évolue désormais en Serie C italienne dans le club d'Albese et rêve de la faire remonter en série A. Il affronte actuellement le club de Reggiana (Série C) de Kojirô Hyûga.

### Shingo Takasugi
Libero et gardien remplaçant de l’équipe de la Shûtetsu au début de la série, Shingo Takasugi (Bob Denver dans la version française) intègre ensuite la Nankatsu. Grand et fort, d'un tempérament placide, il est élu meilleur arrière du 1er championnat. Takasugi a également une bonne vision du jeu car il sera le seul à s’apercevoir de la blessure de Tsubasa contre l'Azumaichi. Il montera l’aider, s’offrant ainsi le but égalisateur. Lors de la finale contre la Toho, il sera également souvent présent, avec ou sans Ishizaki pour sauver son équipe notamment face à Hyuga ou Wakashimazu. À la fin du tournoi des collèges, il est sélectionné dans l'équipe junior du Japon, mais restera sur le banc tout au long de la compétition. Il passe pro dans le club de Sanfrecce Hiroshima et effectuera la passe décisive grâce à sa spécialité (les longues touches) qui permettra à son club de battre le Shimizu S-Pulse de Takeshi Kishida et Yuzô Morisaki, et continuera de faire quelques apparitions dans l'équipe nationale du Japon.

### Shun Nitta
Shun Nitta (Patrick Everett en français) apparaît au club Ohtomo où il montre son incroyable vitesse : 100 mètres en 11 secondes (seuls Victorino et Larsson peuvent faire de même). Il possède un tir rectiligne puissant, le "Hayabusa Shoot", qui la plupart des fois finit sur un poteau.
Il est généralement titulaire de l'équipe du Japon, mais ne joue jamais un grand rôle.
En effet, il ne marque presque jamais de but en équipe nationale.
Shun Nitta rejoint ensuite le Kashima Reysol où il montre ses talents de karatéka (mais il perdra face à Wakashimazu).
Dans Golden-23, ce personnage prend un grand tournant : il marque les deuxième et troisième buts contre le Danemark, montrant ainsi son utilité. Il récidivera souvent comblant l'absence de l' Ace Striker Kojiro Hyuga. Lors du match-retour contre l'Australie il marquera le deuxième but grâce à une technique de karaté tellement puissante que la balle peut traverser la chute d'une cascade.

### Stephan Levin
Joueur de football considéré comme étant « le meilleur n°12 du monde », Stephan Levin connaît un bien triste destin. Alors qu'il allait se marier avec sa petite amie Karen et était sur le point d'être transféré de son club suédois, cette dernière se fit écraser par un camion alors qu'elle priait devant la statue de la déesse des vierges pour que son petit ami remporte son dernier match sous le maillot de Stockholm.
Depuis ce triste jour, Levin ne rêve que d'une seule chose : gagner la coupe du monde pour Karen, elle qui aimait tellement le voir remporter des matchs. Il s'est lui-même appelé "le dieu destructeur des terrains". Pour lui, gagner est essentiel et les moyens pour y parvenir importent peu. Blesser des joueurs adverses fait notamment partie de ses méthodes. En quart de finale, alors qu'il est opposé au Japon et blesse Akai, son marqueur, Tsubasa, un joueur de l'équipe adverse, lui fait prendre conscience que le ballon est un ami et pas une arme. Stephan, profondément touché par ces mots, se met alors à rejouer comme au temps où Karen était encore vivante. Malgré cette prise de conscience tardive, la Suède s'incline sur le score de 1 but (marqué avec un Skywing Shoot de Tsubasa) à 0.

### Takeshi Kishida
Takeshi Kishida (Charlie Custer dans la version française) joue au poste de défenseur et il est le capitaine de l'équipe des Yamabuki. Il joue ensuite au club du FC Nankatsu à ce même poste aux côtés de Tsubasa Ohzora. Avant le championnat des collèges, il quitte Nankatsu pour rejoindre la Ohtomo.Mais il réintègrera finalement Nankatsu pour le championnat des lycées, tout comme ses coéquipiers Urabe, Nitta, Nakayama et Nishio. Il rejoint ensuite l'équipe nationale japonaise pour les éliminatoires asiatiques de la World Youth. Il passe pro au club de Shimizu-S-Pulse en compagnie de Morisaki, et s'incline lors de la 1re journée de J-League contre Sanfrecce Hiroshima, l'équipe de Takasugi, par deux à un.

### Takeshi Sawada
Takeshi Sawada (Danny Mellow dans la version française) est un joueur plus jeune que les autres d'une année. Bon technicien, il est arrivé dans l'équipe de Meiwa FC et a su gagner sa place de titulaire au prix d'un grand courage. Fidèle en amitié, il a suivi Kojiro Hyuga à la Tôhô qu'il considère comme son héros, même si son modèle est avant tout Tsubasa Ohzora. Sawada est un joueur généreux, de la même trempe que Tarô Misaki. Sa parfaite complémentarité avec Hyûga donnera naissance au Tôhô Combi. Il joue maintenant en J-League aux côtés de Igawa Hayato dans le club de Urawa Reds mais sera battu par le Júbilo Iwata de Misaki, Ishizaki et Urabe. Dans Golden-23, il sera titulaire face à l'Australie.

### Teppei Kisugi
Teppei Kisugi (Johnny Messon dans la version française) est l'avant-centre numéro un de la Shûtetsu avant de rencontrer Tsubasa Ohzora. Il fait partie du trio de la Shûtetsu formé d'Izawa, de Taki et de lui-même. Il joue depuis son enfance avec Taki et constitue donc la Silver Combi.
Il va ensuite quitter la Shutetsu pour former avec Tsubasa Ozora, Tarô Misaki, Ryo Ishizaki et les grands joueurs de la Shûtetsu la grosse équipe de la Nankatsu.
Il n'appréciait pas trop Tsubasa à sa première entrevue, il va ensuite devenir son ami le plus fidèle. Régulièrement sélectionné en équipe du Japon,il passe la majeure partie des matches sur le banc.

### Tomeya Akai
Tomeya Akai évolue au poste de défenseur et ses techniques sont la défense à angle droit, défense à angle droit agressive, puis le "Gammen Block" (contrôle de la balle avec le visage).
Tomeya Akai est surnommé « LE RENARD ARDENT ». Il était parti en Italie afin d'apprendre les techniques défensives car ce pays est connu pour avoir les meilleures défenses au monde. Il s'intégrera dans l'équipe primavera de la Sampdoria. 
Il rejoindra l'équipe nationale du Japon en cours de Coupe du monde de la World Youth. Il remplacera Hikaru Matsuyama au poste de défenseur lors du match Japon - Suède. Il fera un excellent match, appliquant un marquage très serré sur Levin, il n'hésitera pas à arrêter les tirs assassins de Levin en faisant obstacle avec son corps. Il détient la parade de la technique de Shingo : la défense à Angle Droit.
Dans Golden-23 Kira pour le match-retour contre l'Australie consulte la liste des joueurs pour voir s'il fait appel aux joueurs évoluant en Europe (Tsubasa,Hyuga, Aoi et Akai),on peut voir à cette occasion que Akai n'est pas disponible, blessé après s'être fait fauché dans un match de la Sampdoria, par la même occasion on apprend qu'il joue quelquefois en position de latéral, et qu'il peut mener des contres.

### Yuzo Morisaki
Yuzo Morisaki (Allan Crocker dans la version française) est le gardien attitré de l'équipe de Nankatsu dès le début de la série. Il doute de ses capacités et commence à faire véritablement des progrès après le départ de Genzô Wakabayashi pour l’Allemagne.
Même si son niveau se révèle quelque peu décevant, il sera choisi comme l’un des gardiens de la sélection japonaise. Il se contente d’être le remplaçant de Wakabayashi ou de Wakashimazu lors des compétitions. Mais il a fait des progrès grâce à Tsubasa Ohzora tout au long de la série. Son capitaine a toujours été un modèle pour lui, tant sur le plan du courage que la détermination.
Il passe ensuite professionnel dans le même club que Takeshi Kishida, Shimizu-S-Pulse. Il affrontera le club de Sanfrecce Hiroshima où évolue Shingo Takasugi,il s'inclinera sur le score de 2-1.
Dans Golden-23 très critiqué pour avoir encaissé 3 buts dans les 15 dernières minutes du match-aller contre l'Australie, il se rachètera en étant impérial dans les matches retour contre l'Arabie Saoudite et le Vietnam.

## Autres personnages
| Équipe d'Allemagne - Karl-Heinz Schneider - Hermann Kaltz - Deuter Müller - Franz Schester - Manfred Margas - Bollack, clone de Michael Ballack - Oliver Hahn, clone de Oliver Kahn - Schweil Teigerworan, clone de Bastian Schweinsteiger Équipe d'Arabie saoudite - GK1 Diahe - DF2 Fatia - DF3 Amdin - MF4 Rachid - MF5 Jahal - MF6 Ibun - FW7 Fatala - MF8 Nassal - FW9 Ruai - DF10 Mark Owairan (capitaine) - DF11 Haral - FW15 Vulcan Entraîneur : José Pérez Équipe d'Argentine - GK1 Julio Galtoni - DF2 Cembero - DF3 Pásaro - DF4 Garéia - DF5 Gabriel Galván - MF6 Arnaldo Ruggeri - MF7 Yeítes - MF8 Paluz - FW9 Rafael Brown - MF10 Juan Díaz - FW12 Alan Pasqual Entraîneur : Diego Barbas Équipe du Brésil - Carlos Santana - Salinas - Rivaul, clone de Rivaldo - Marcos Almieja - Roberto Carolus, clône de Roberto Carlos - Luciano Leo - Alberto - Blanco - Cenardo - Dugo - Marcio - Jorge - Pepe - Natureza Entraîneur : Roberto Hongō, mentor de Tsubasa Équipe de Chine - GK1 Guǎngzhì Xú (Kōchi Jo) - DF2 Fēngdé Gāo (Fūtoku Kō) - DF3 Jìngjiāng Cáo (Keikō Sō) - DF4 Yuèyǒng Fàn (Gakuyū Han) - DF5 Xuédōng Xiè (Gakutō Sha) - FW6 Fúyì Péng (Fukugi Hō) - MF7 Shǒurén Jiāng (Shujin Kyō) - MF8 Jiànliáng Hú (Kenryō Ko) - FW9 Xiáng Fēi (Shō Hi) - MF10 Jùnrén Wú (Shunjin Go) (capitaine) - FW11 Zhōngmíng Wáng (Chūmei Ō) - MF16 Jùnguāng Xiāo (Shunkō Shō) Entraîneur : Zūnguó Zhōu (Sonkoku Shū) Laveur de crampons : Vu-Van (可見 - 範) Équipe de France - Elcide Pierre (capitaine) - Louis Napoléon - Alain Bossi, clone de Maxime Bossis - Krasto Borghi - Marcel - Georges - Michel Ferreri - Rudolf Bergerus - Jean Rust - Francus Bravo - De Gaulle - Joe C. - Lendis Amoro - Zedane (Xavier), clone de Zinédine Zidane - Tresaga (Theodul), clone de David Trezeguet - Thoram (Jérôme), clone de Lilian Thuram - Putini (Futini), clone de Emmanuel Petit - Réchard, clone de Richard Dutruel - Makelolo, clone de Claude Makelele Équipe du Mexique - Ricardo Espadas (capitaine) - Zaragoza - Álvez - López - García - Suárez | Équipe d'Ouzbékistan - GK1 Khlestov - DF2 Nazarov - DF3 Radchenko - DF4 Zhekin - MF5 Ruzimov - MF6 Tetradze - MF7 Gaarin - MF8 Zangiev (capitaine) - FW9 Popov - MF10 Salenko - FW11 Kharine Équipe des Pays-Bas - Bryan Cruyfford (capitaine des Pays-Bas et d'Ajax Amsterdam) - Hans Doleman - Leon Dick - Ruud Klismann - Geert Kaizer - Johan Rensenbrink - Overus (Albert Potter) - Luikal (Bernhard Tasman), clone de Kluivert - Davi (Willem Arminius), clone de Edgar Davids - Var Len Fort, clone de Edwin van der Sar - Gustav van Hoot, clone de Jaap Stam - Alfons Eijkman - Andries Kipp Équipe de Suède - Stefan Levin (capitaine) - Federiks - Larsson - Brolin Équipe de Taïwan - GK1 Chu (Shu) - DF2 Huang (Kō) - DF3 Liang (Ryō) - DF4 Lin (Rin) - DF5 Shih (Seki) - MF6 Hsû (Kyo) - MF7 Chou (Shū) - MF8 Chin (Kin) - FW9 Ching (Kei) - FW10 Shih (Shi) (capitaine) - FW11 Wu (Go) Équipe de Thaïlande - GK1 Muwaine Watcharapong - DF2 Khalawi Chawatana - DF3 Owairan Chatchai - DF4 Singprasert Bunnaak (capitaine) - MF5 Farata Somrit - DF6 Muwallit Napa - MF7 Mosa Chalermsri - MF8 Alrumi Tawan - FW9 Sakhon Konsawatt - MF10 Faran Konsawatt - FW11 Chana Konsawatt Entraîneur : Saman Équipe de Maroc - Mohamed - Achraf Autres équipes - Angleterre : Dean, Robson - Australie : Mark Duviga, Harry Conwell, Tim Šuker - Autriche : Maik Völler - Cameroun : Raymond Chandola, Neto'o - Corée du Sud : In-Chon Cha, Yong-Woon Lee - Croatie : Šiken, Dotor - Danemark : Romendhal, Jensen, Haas et Christiansen - Espagne : Gordoba Gonzales, Pajol (clone de Puyol), Grandios, Rubén Salas, Callusias, Michel Olgado, Raíl (clone de Raúl), Marientos (clone de Morientes), Gati (clone de Guti), Fercio Torres, Blueno, Raphael, Michael - États-Unis : Sylvester Luke - Grèce : Kages, Kirious, Selinas, Madris - Italie : Gino Hernandes (capitaine), Salvatore Gentile, Alessandro Delpi (Paciani Lamberto), Filippo Inzars (Maroni Francesco), Cannaval (Biaci), Mattio, Juliano Gozza, Strato - Irak : Bel - Nigeria : Bobang, J.-J. Ochado (clone de Jay-Jay Okocha), Mumanga, Tanu, East (clone de Taribo West) - Paraguay : Tolavert, clone de Chilavert - Pérou : Ormiga - Portugal : Pedro Fonseca (Clemente), Semon, Fago (clone de Luis Figo) - Sénégal : Pana Saare, Ismail Senghor - Serbie : Komacević Non joueurs - Yayoi Aoba (Tipie) - Maki Akamine - Bala - Calimero - Carlos Alberto - Michel Fisher (Jean) - Yoshiko Fujisawa (Jenny) - Katarina Karen - Munemasa Katagiri (Kirk Person) - Kaori Matsumoto (Mlle Daisy) - Yukari Nishimoto (Evelyne) - Daichi Ōzora - Pinto - Kumi Sugimoto (Suzie) |